# 社会地理学
社会地理学（英語：social geography）是人文地理学下研究社会与空间之间的关系的一个分支，普遍与社會理論有关，个别主要研究社會現象及其空间组成部分的关系的领域与社会学关系密切。尽管该术语本身已有100多年的传统，但关于社会地理学的内容却共识不多。1968年，安妮·布蒂默（Anne Buttimer）指出，“除了一些特例以外……社会地理学可视为由许多单独的学者建立和耕耘的领域，而不是特定学派内建立的学术传统”。从那时起，尽管有人呼吁以結構與能動性辩论为中心，凝聚这一学科分支，但其方法论、理论和主题的多样性已经发展地更广，使得社会地理学的定义众说纷纭。因此，当代学者该学科提出了各种不同的“社会地理学”。然而，本诺·维尔伦（Benno Werlen）说，这些不同的感知只不过是对相同的两个（组）问题的不同答案，一个涉及社会的空间构成，另一个涉及社会过程的空间表达。
社会地理学的不同概念与地理学的其他子领域重叠，在较小程度上也和社会学有重叠。该术语在20世纪60年代在英美传统中出现时，内涵大多等同于“寻找社会群体的分布模式”，因此与城市地理学和城市社会学密切相关。20世纪70年代，美国人文地理学内部的争论聚焦于政治经济过程（尽管也有相当多的论述从現象學角度看待社会地理学），而到了20世纪90年代，地理学思想深受“文化转向”的影响。正如尼尔·史密斯所指出的，这两次方法都“声明了对‘社会’的权威”。在美国传统中，文化地理学的概念比社会地理学有着更加杰出的历史，并且涵盖了在其他地方被概念化为“社会”的研究领域。相比之下，在欧洲大陆的一些传统中，社会地理学在过去和现在都被视为人文地理学的一种方法，而不是一个子学科，甚至与一般意义上的人文地理学相同。

## 历史

### 第二次世界大战前
“社会地理学”（准确而言是法语）一词起源于法国，地理学家埃利泽·雷克吕斯和勒·普雷学派的社会学家都使用了这个词，可能是相互独立地使用的。事实上，该术语可查证的首次出现来源是勒·普雷学派成员Paul de Rousiers对雷克吕斯1884年所著《新世界地理学》的评论。雷克吕斯本人在几封信中使用了这个说法，其中第一封是书于1895年，他1905年的最后一部作品《人与地球》中也使用了该词。首个在出版物标题中使用该术语的是埃德蒙·德莫兰，他是勒·普雷学派的另一位成员，其论文《法国社会地理》（Géographie sociale de la France）于1896-1897年发表。雷克吕斯和勒·普雷思想的主要支持者去世后，埃米尔·涂尔干同时也放弃了他早期的社会形态学概念，当时保罗·维达尔·白兰士仍是法国地理学界最具影响力的人物，他认为地理学“是一门地方的科学，而不是人类的科学”。他的一位学生Camille Vallaux撰写了两卷本的《社会地理学》（Géographie sociale）一书，于1908和1911年出版。白兰士最有影响力的弟子之一白吕纳（Jean Brunhes）将群体之间一定程度的（空间）相互作用纳入了人文地理学的四重结构中。然而，直到第二次世界大战，社会地理学都未进一步发展理论框架，导致人们更关注描述性的乡村和区域地理学。不过，白兰士的作品影响了历史的年鑑學派，该学派也和当代地理学家类似，偏好乡村，而涂尔干的社会形态学概念后来被社会学家马塞尔·莫斯与莫里斯·哈布瓦赫重拾并发展，和社会地理学产生了联系。
英美传统中第一个使用“社会地理学”一词的人是乔治·威尔逊·霍克，他的论文《社会地理学研究》发表于1907年，但没有迹象表明其受到了任何学术影响。而勒·普雷的工作在英国被帕特里克·格迪斯和安德鲁·约翰·赫伯森接手。 赫伯森的学生珀西·M·罗克斯比（Percy M. Roxby）于1930年将社会地理学定义为人文地理学的四个主要分支之一。相比之下，当时的美国地理学术界由以卡尔·绍尔为代表的伯克利文化地理学派占据主导地位，而社会群体的空间分布则是芝加哥社會學派的研究领域。尽管如此，芝加哥大学地理学家哈伦·H·巴罗斯仍将社会地理学视为地理学的三大分支之一。
战前的另一个结合了社会学和地理学要素的概念是由荷兰社会学家塞巴尔德·鲁道夫·斯坦梅茨和他的阿姆斯特丹社会描述性研究学派建立的概念。然而，它缺乏一个明确的主题，是地理学和民族誌的结合，是相对理论社会学更具体的对应物。相比之下，20世纪30年代初出现的乌得勒支社会地理学派致力于研究社会群体与其生活空间之间的关系。

### 战后时期

#### 欧洲大陆
在德语圈的地理学中，对社会群体与景观之间联系的关注，在第二次世界大战后由汉斯·博贝克和沃尔夫冈·哈特克（Wolfgang Hartke）进一步发展。对于博贝克来说，受社会因素影响的生活模式（Lebensformen）的集聚构成了景观，是他分析社会地理学时的核心。哈特克采用类似的方法，认为景观是某些社会群体行为的指数或痕迹的来源。该观点最著名的例子是“社会休耕”（Sozialbrache）的概念，即将放弃耕作视为离开农业的指标。
尽管法国社会地理学对哈特克的思想产生了尤其巨大影响，但法国人文地理学中并没有形成这一单独的思想流派。尽管如此，阿尔伯特·德曼吉恩（Albert Demangeon）的（遗作中的）观点认为社会群体应该处于人文地理学分析的中心，从而为该领域的许多更系统的概念化铺平了道路。这项任务由皮埃尔·乔治和马克西米连·索尔等人实现。作为马克思主义者，乔治的立场以社会经济原理为主导，但并非当时一些法国社会学家著作中的结构主义解释。然而，提出空间的（社会）生产概念的却是另一位法国马克思主义者：社会学家亨利·列斐伏尔。他自20世纪30年代起就开始撰写了相关主题的文章，但迟至1974年才在《空间的生产》一书中全面地阐述。索尔发展了一种与栖息地生态理念相关的社会图式，社会学家保罗-亨利·乔巴特·德劳韦将其应用于城市环境。荷兰地理学家克里斯蒂安·范帕森（Christiaan van Paassen）认为，世界由不同尺度的社会空间实体组成，这些实体由他所说的“同步生态复合体”形成，这是一种受存在主义影响的思想。
埃德加·康德于20世纪30年代在其祖国爱沙尼亚以及后来在隆德大学提出了一种更具分析性的生态学方法，他称之为“人类生态学”。他对社会生活的时间维度的认识经由托斯腾·哈格斯特朗和斯文·戈德伦德的作品吸收，形成了時間地理學。

## 延伸阅读

### 教科书
- Jackson, Peter and Susan J. Smith (1984): Exploring Social Geography. Boston, London (Allen & Unwin). 239 p.
- Smith, Susan J. et al. (eds.) (2010): The Sage Handbook of Social Geographies. London (Sage). 614 p.
- Valentine, Gill (2001): Social Geographies: Space and Society. New York (Prentice Hall). 400 p.
- Werlen, Benno (2008): Sozialgeographie: Eine Einführung (3. ed.). Bern et al. (Haupt). 400 p. （德語）
- Newcastle Social Geographies Collective (2021) Social Geographies: an introduction. Rowman and Littlefield International.

### 其他
- Gregory, Derek and John Urry (eds.) (1985): Social Relations and Spatial Structures. Basingstoke et al. (MacMillan). 440 p.
- Gregory, Derek (1994): Geographical Imaginations. Cambridge, MA (Blackwell). 442 p.
- Hampl, Martin (2000): Reality, Society and Geographical/Environmental Organization: Searching for an Integrated Order. Prague (Faculty of Science, Charles University in Prague). 112 p.
- Werlen, Benno (1993): Society, Action and Space: An Alternative Human Geography. London, New York (Routledge). 249 p.
- Social Geography （页面存档备份，存于） Open access journal
- Social & Cultural Geography （页面存档备份，存于） Peer-reviewed journal
- Environment and Planning D: Society and Space （页面存档备份，存于） Peer-reviewed journal
- Tijdschrift voor economische en sociale geografie (Journal of Economic & Social Geography) （页面存档备份，存于） Peer-reviewed journal